# Перська кампанія
Перська кампанія або вторгнення в Персію, також знана як вторгнення в Іран (перс. اشغال ایران در جنگ جهانی اول)  — військова кампанія, що відбувалася під час Першої світової війни на території Ірану між військами країн Антанти (Російська імперія, Британська імперія) з одного боку й османськими військами — з іншого. Для російських військ ці військові дії були частиною Кавказької кампанії, а для британських — частиною Месопотамської кампанії.

## Початок бойових дій
Іран протягом Першої світової війни зберігав нейтралітет. Однак його територія стала місцем військових дій відразу після вступу Османської імперії у війну. Причиною цього було те, що Іран займав важливе стратегічне положення та мав істотні запаси нафти.
До 1914 Іран, що переживав період занепаду, перетворився на напівколонію європейських держав. Британська та Російська імперія розділили його на сфери впливу: Росія отримала північну частину, а Британія — південну, з винятковим правом розробки нафтових родовищ в цих регіонах. Стратегічні плани Центральних держав в Ірані полягали в тому, щоб спробувати відрізати своїх противників від іранської й азербайджанської нафти та створити проти них єдиний фронт ісламських країн. За допомогою Османської імперії, що оголосила країнам Антанти джихад, Німецька імперія збиралася залучити на свою сторону мусульманські країни Центральної Азії — Іран, Емірат Афганістан, північно-західну частину Індії (Пакистан); а також Єгипет. Для цієї мети в Стамбулі було засновано Східне розвідувальне бюро (нім. Nachrichtenstelle für den Orient). Зокрема, в Ірані німці покладали великі надії на свого консула Вільгельма Вассмусса, що отримав прізвисько «німецький Лоуренс». Він переконував своє начальство в Стамбулі в тому, що зуміє підняти в Ірані повстання проти Британської імперії.
30 жовтня 1914 кораблі османського флоту, в числі яких були і німецькі «Гебен» і «Бреслау», обстріляли російські порти на Чорному морі. Таким чином Османська імперія вступила в Першу світову війну на боці Німеччини. 1 листопада війну Османській імперії оголосила Російська імперія, 5 листопада — Британська імперія, союзник Росії по Антанті, а 8 листопада підрозділи османської 3-ї армії (3-а та 5-а піхотні дивізії, посилені курдськими кінними загонами), вторглися на територію Іранського Азербайджану. В цей час на півночі Ірану знаходилася невелика угруповання російських військ під командуванням генерала Назарбекова. Переважаючі сили османів і курдів під командуванням Халіл-бея взяли місто Урмію і захопили близько тисячі російських полонених.

## Військові операції у 1915
У 1915 німецько-османське командування мало намір продовжувати наступ в Північному Ірані з метою виходу в Азербайджан і Емірат Афганістан. 14 січня османи та курди раптовою атакою захопили Тебриз. Російське командування, оцінивши стратегічне значення іранської ділянки фронту, виділило для його захисту 4-й Кавказький корпус. Він складався в основному з козачої кінноти, а також вірменських добровольчих батальйонів. Вже 30 січня у Тебриз ввійшли російські війська під командуванням генерала Ф. Чернозубова.
У квітні Халіл-бей знову спробував взяти Тебриз. Тоді відбулася одна з перших великих битв між вірменами й османами: 1-й вірменський батальйон під командуванням Андраніка успішно відбивав османські атаки до підходу основних сил російської армії. У Діліманській битві (15 квітня) генералу Назарбекову вдалося розгромити османів і витіснити їх з території Ірану.
В цей час в тилу у османів спалахнуло повстання християнського населення — вірмен та ассирійців. 5-я дивізія корпусу Халіл-бея, кинута проти них, оточила повсталих в місті Ван. Російське командування вирішило прийти на допомогу повстанцям і продовжило наступ. У травні-червні російські війська просунулися на 80-100 кілометрів, взявши Урмію і знявши облогу з Вана (18 травня). Однак влітку 1915 сили росіян були ослаблені через нестачу боєприпасів і перекидання частини військ на німецький фронт, де в цей час йшло відступ. В результаті в липні 4-й Кавказький корпус був змушений перейти до оборони.
З боку османів наступ вела ударне угрупування Абдул Керім-паші. Її метою було обійти росіян з півночі і взяти їх в кільце. Для протидії цьому з резервних частин був сформований загін під командуванням генерала Баратова. Але він вів наступ недостатньо енергійно, тому османське ударне угрупування не змогло виконати поставлене завдання, але і не була розбите, встигнувши відступити і зайняти оборонні позиції. Тим не менш, російська армія зберегла майже всі території, зайняті навесні.
Британські війська в серпні 1915 року зайняли Бушир.

## Спроба заколоту проти Антанти
Восени 1915 ситуація в Ірані стала викликати занепокоєння союзників. Діяльність агентів Центральних держав почала приносити результати. У листопаді на їхньому боці почали активно діяти загони іранської жандармерії. У британській зоні впливу вони захопили міста Шираз, Йєзд і Керман. Мохаммад Таки, командувач жандармерією в Хамадані, вступив в бій з Перської козачою бригадою (яка була одним з основних інструментів російського впливу в Ірані). Жандарми зуміли роззброїти козаків, і деякі з них навіть перейшли на бік Мохаммада Таки, вислухавши виголошену ним патріотичну промову. За допомогою своїх людей в іранському уряді османи сподівалися підняти загальне повстання проти росіян і британців і отримати згоду на введення в Іран османських військ, що дало б можливість скоординувати дії іранської жандармерії й османської армії. Вільгельм Вассмусс був заарештований у британській зоні впливу, але зумів втекти.
Для встановлення повного військового контролю на півночі Ірану російське командування сформувало кавалерійський корпус, командування яким доручило генералу Миколі Баратову. До складу корпусу входили 3 батальйону, 39 сотень і 20 гармат. Корпус був переправлений до Ірану з Баку по Каспійському морю, і 30 жовтня 1915 висадився в порту Ензелі. 11 листопада корпус увійшов в Казвін, звідки повів наступ на Кум і Хамадан. Іранська жандармерія була не в змозі протистояти йому. Хамадан був зайнятий росіянами в грудні, пронімецькі загони відступили до Керманшаху. Мета операції була досягнута, однак в цей час в Ель-Куті (Межиріччя) османами була блоковане десятитисячне угрупування британських військ під командуванням генерала Таунсенда. У зв'язку з цим на прохання британців корпус Баратова продовжив наступ.
В Хорасан був направлений російський загін з Туркестанського військового округу (100 чоловік при 4 гарматах). Діючи спільно з британським загоном в Сістані, вони контролювали весь Східний Іран, не дозволяючи агентам Центральних держав проникати в Емірат Афганістан та Індію.

## Заключний етап кампанії (1916—1918)
Корпус Баратова продовжував наступ і 16 лютого 1916 увійшов в Керманшах, а в кінці квітня — в Ханекін, в Межиріччі (150 кілометрів від Багдада). Проте допомогти Таунсенд він вже не встигав — 29 квітень британські війська в Ель-Куті здалися. У травні Іран повністю очищений від пронімецьких загонів жандармерії, їх учасники були змушені піти в Османську імперію. Мохаммад Такі поступив на службу в німецький повітряний флот, надалі збив 25 літаків супротивника і був нагороджений Залізним хрестом.
В квітня 1916 британське командування звернулося до російських союзників з проханням надати допомогу британським військам у Багдаді, яким загрожувало оточення османськими військами. У зв'язку з цим командиру другої сотні 1-го Уманського кошового отамана Головатова полку Кубанського козачого війська осавула В. Д. Гамалію було наказано виступити 27 квітня зі своєю сотнею в рейд і протягом 14 діб з'єднатися з британськими військами, що оборонялися в районі Басри, щоб створити у османів враження, що сотня — це головний дозор великої російської угруповання, який поспішає на допомогу британцям, і відволікти цим частину османських сил від союзників. Сотня Гамалія витримала перехід з Керманшаха в Месопотамію, пройшовши (за легендою) близько 1000 верст по тилах османської армії за 10 діб. Реально ж, було пройдено менше 300 верст (по прямій між Керманшасі і Зорбатіей (Zurbatiyah) близько 158 км). Втрати сотні склали 1 офіцер і 7 козаків. Мета була досягнута.
Сконцентрувавши за цей час вдесятеро найсильніші за чисельністю війська, британці витіснили османів з долини Тигра. За виявлену мужність і хоробрість Гамалій отримав орден Георгія 4-го ступеня і британський орден, офіцери сотні були нагороджені золотою Георгіївською зброєю, а всі нижні чини — георгіївськими хрестами. Це був другий випадок в історії, коли георгіївськими нагородами нагороджувалося цілий підрозділ (перший — екіпаж крейсера «Варяг»).
У липні 1916 проти корпусу Баратова пішла в наступ 6-я османська армія, яка звільнилася після взяття Ель-Кута. Корпусу Баратова, хоч він і був до того часу посилений (13 батальйонів і дружин, 65 ескадронів і сотень, 35 гармат), довелося відступити на 300 кілометрів, залишивши Керманшах, Кум і Хамадан. У листопаді в Тегерані відбулася спроба державного перевороту, проте Султан Ахмад-шах сховався в російському посольстві, а війська генерала Баратова придушили повстання. Члени Меджлісу, учасники перевороту, безперешкодно втекли на захід. У грудні Баратов знову очистив від пронімецьких сил Кум і Хамадан, в березні 1917 — Керманшах, а 4 квітня знову взяв Ханекін. В кампанію 1917 планувалося спільний наступ корпусу Баратова з британцями через Багдад на Мосул. Проте цього разу плани порушив нездоровий клімат Месопотамії, що змусила Баратова повернути свій корпус в Іран, щоб провести там літо.
До того часу в Росії вже відбулася Лютнева революція з її наказом № 1, який скасовував єдиноначальність в армії. Так що в Протягом 1917 російська армія поступово розвалювалася, а після Жовтневої революції Росія оголосила про негайний вихід з війни. Тому месопотамську кампанію британці закінчували самі. Після розвалу Російської імперії британці стали єдиною серйозною військовою силою в Ірані.
Наприкінці 1917 року в іранському порту Ензелі з метою «радянізації» російського корпусу в Ірані висадився десант матросів-більшовиків під командуванням Ф. Раскольнікова. Однак цей загін був оточений підрозділами Перської козачої дивізії і був змушений повернутися в Росію. Російські війська були виведені з Ірану в кінці 1917 — початку 1918.